# XB-33 (航空機)
XB-33（Martin XB-33 Super Marauder）とは、アメリカ合衆国の航空機メーカーであったマーチン社が開発しようとした爆撃機である。社内コードはModel 190、愛称はスーパーマローダ（超略奪者）であった。同じマーチンが量産した中型爆撃機B-26マローダーの派生型になるはずであったが、開発は中止された。

## XB-33計画案
当初のXB-33のデザイン案では、ライト社R-3350レシプロエンジン双発で2枚の垂直尾翼のある中型爆撃機で、胴体は与圧するというものであった。開発は1940年から始まり、搭載できる爆弾の重量はおよそ4,000lb（1,800kg）を目標にしていた。しかしながら、この双発案はしばらくして破棄された。

### 仕様 (B-33設計案)
- 全長: 71 ft 0 in (22 m)
- 全幅: 100 ft 0 in (30 m)
- 高さ: 22 ft 6 in (6.86 m)
- エンジン: ライト R-3350　空冷星型エンジン　1,800 馬力 (1,300 kW) 双発

## XB-33A計画案
双発案では、軍の要求するパフォーマンスを達成することは出来ないことが明らかになった。そこで搭載エンジンを4発に増やすと共に機体デザインを大幅に変更することにした。また機体のサイズは制式採用されていたボーイング社のB-29に近く、B-24と同じぐらいであった。その爆弾搭載量は12,000lbとなり、1942年1月17日に軍から2機の試作機製造の契約を受けた為、XB-33Aとして製造されることになった。
再設計されたXB-33Aでは、R-2600エンジンを使用することになっていた。これはB-29にR-3350が優先して使用されるためであった。ネブラスカ州のオマハにあるマーチンの工場で製造されるはずであったが、1942年11月25日に計画はキャンセルされた。そのため、マーチン初の4発爆撃機は幻におわった。これ以降、マーチンのオマハ工場ではボーイングのB-29のライセンス生産を行う事になった。

### 仕様(B-33A目標値)
- 全長:24.3 m
- 全幅:40.8 m
- 高さ:7.32 m
- 翼面積:153 m2
- 空虚重量:39,000 kg
- 最大離陸重量:43,000 kg
- エンジン:ライト R-2600-15を4発
- 馬力:1,800 hp ｘ　4
- 最大速度: 555 km/h
- 巡航速度: 389 km/h
- 航続距離: 3,000 km
- 最大上昇高度:12,000 m
- 武装:50インチ(12.7 mm) M2 ブローニング機関銃　8丁
- 搭載爆弾:10,000 lb (4,500 kg)